# Vénétie française
5 juillet 1866 – 19 octobre 1866
Entités précédentes :
- Royaume de Lombardie-Vénétie

Entités suivantes :
- Royaume d'Italie

La Vénétie française est, techniquement, un ancien territoire sous l'autorité du Second Empire français, correspondant à la cession en 1866 de la région de Vénétie par l'empire d'Autriche dans le cadre de la troisième guerre d'indépendance italienne et la guerre austro-prussienne, avant son incorporation au sein du royaume d'Italie.

## Histoire

### Cession de la Vénétie à la France

Le territoire cédé (bleu foncé) à la France par l'Autriche (vert) par les termes du traité, qui sera incorporé à l'Italie à la suite d'un plébiscite.

En janvier 1866, l'empire d'Autriche prend des mesures destinées à donner plus d'autonomie à ses provinces, dont la Vénétie. La Gazette de Venise publie alors, dans la semaine du 8 janvier, un manifeste de la lieutenance annonçant la suppression des commissariats de districts et l'institution de 22 vice-délégations. Les communes correspondent ainsi directement avec les congrégations provinciales et Venise est placé sous la dépendance immédiate de la lieutenance. La congrégation centrale de la province de Venise est supprimé et un statut particulier est proposé pour Venise.
La question vénitienne devient cependant l'un des thèmes déclencheurs de la troisième guerre d'indépendance italienne cette année-là, entre l'empire d'Autriche et le royaume d'Italie. L'armistice signé, l'empereur des Français Napoléon III engage des négociations diplomatiques. Pour résoudre le différend et surtout à la suite de l'écrasante victoire prussienne à Sadowa, soit sous la pression des événements, la Vénétie est cédée par l'empereur d'Autriche François-Joseph Ier à l'Empire français,,. Produit sans conditions, cet acte de cession ainsi que son acceptation par Napoléon III impliquent l'établissement immédiat de l'autorité française en Vénétie. L'annonce de la cession ravive de nombreuses hypothèses diplomatiques françaises : notamment, le lendemain, Henri Vrignault annonce dans Le Monde que la situation permettrait à la France de remettre au goût du jour ses projets de Confédération italienne ; Coquille se montre, dans les jours suivants, partisan d'un plébiscite au suffrage universel des populations, avant toute cession, pour une annexion au royaume d'Italie ou une restauration de la république de Venise ; cette restauration est souhaitée par Léopold de Gaillard dans la Le Correspondant. Étant un acte inattendu par ailleurs, sa communication est l'événement majeur du mois, parmi d'autres nouvelles officiels qui provoquent de grandes variations des cours boursiers.

### Mises en accord
D'emblée, Napoléon III fait connaître son consentement à la réunion de la Vénétie au royaume d'Italie, dès le 29 juillet, notamment dans une lettre du 11 août qu'il adresse au roi Victor-Emmanuel II :

« Monsieur mon frère,
J'ai appris avec plaisir que Votre Majesté avait adhéré à l'armistice et aux préliminaires de paix signés entre le roi de Prusse et l'empereur d'Autriche. Il est donc probable qu'une nouvelle ère de tranquillité va s'ouvrir pour l'Europe. Votre Majesté sait que j'ai accepté l'offre de la Vénétie pour préserver de toute dévastation et prévenir une effusion de sang inutile. Mon but a toujours été de la rendre à elle-même afin que l'Italie fût libre des Alpes à l'Adriatique. Maîtresse de ses destinées, la Vénétie pourra bientôt par le suffrage universel exprimer sa volonté.
Votre Majesté reconnaîtra que dans ces circonstances, l'action de la France s'est encore exercée en faveur de l'humanité et de l'indépendance des peuples.
Je vous renouvelle l'assurance des sentiments de haute estime et de sincère amitié avec lesquels je suis,
De Votre Majesté, le bon frère, Napoléon. »

Un traité est par la suite signé le 24 août entre la France et l'Autriche et ratifié le 31 août à Vienne. En vertu de cet acte, la remise des forteresses et des territoires du royaume de Lombardie-Vénétie doit être effectué par un commissaire autrichien entre les mains d'un commissaire français. Il est alors prévu que ce dernier s'entende avec les autorités vénitiennes pour leur transmettre les droits de possession qu'il aura reçus et que les populations soient appelées à « prononcer elles-mêmes sur le sort de leur pays ».
Le commissaire envoyé en Vénétie par le gouvernement français est le général de division Edmond Le Bœuf, aide de camp de Napoléon III. Après avoir été reçu à Padoue par le roi italien, s'est rendu à Venise. Le général Mœring est nommé, quant à lui, commissaire du gouvernement autrichien pour la remise de la Vénétie, parti de Vienne pour rencontrer Le Bœuf.

### Cession de la Vénétie à «elle-même»
Le 19 octobre, à 8 heures du matin, se réunissent : d'une part, le général de division Edmond Le Bœuf, aide de camp de l'Empereur des Français ; d'autre part, le comte Luigi Michiel (it), le chevalier Edouard de Betta et le docteur Achille Kelder, formés en commission. Le Bœuf prononce alors l'allocution suivante :

« Messieurs, délégué par l'Empereur Napoléon III pour recevoir des autorités militaires autrichiennes les forteresses et territoires de vos provinces, il me reste à remettre entre vos mains les droits qui ont été cédés à Sa Majesté. C'est pour accomplir cette dernière partie de ma tâche que je vous ai convoqués.
Vous savez déjà dans quel but l'Empereur a accepté la cession de la Vénétie. Sa Majesté s'en est expliqué dans une lettre adressée, en date du 11 août, au roi d'Italie, et pour vous instruire des intentions de mon auguste Souverain, je ne saurais mieux faire que de vous donner lecture de ce document. »

Après avoir donné lecture de cette lettre, il poursuit par :

« Messieurs, l'Empereur connaît depuis longtemps les aspirations de votre pays. Sa Majesté sait qu'il désire être réuni aux États du roi Victor-Emmanuel, avec qui elle a combattu naguère pour l'affranchissement de l'Italie. Mais, par respect pour le droit des nationalités et pour la dignité des peuples, l'Empereur a voulu laisser aux Vénitiens le soin de manifester leur vœu.
Ils sont dignes de comprendre cet hommage rendu à la souveraineté populaire sur laquelle reposent les gouvernements de la France et de l'Italie. L'Empereur témoigne ainsi une fois de plus de son respect pour les principes qu'il s'est toujours fait un honneur de défendre, et des sentiments d'amitié dont il a donné des marques réitérées à toute la péninsule.
Sa Majesté est heureuse d'avoir secondé, par les efforts de sa politique, le patriotisme et le courage de la nation italienne. »

Puis, le comte Luigi Michiel (it) répond en italien, au nom des membres de la commission, et remercie de la médiation de Napoléon III. Le Bœuf reprend ainsi solennellement la parole et prononce ainsi la cession :

« Au nom de S.M. l'empereur des Français, et en vertu des pleins pouvoirs et mandements qu'il a daigné nous conférer,
Nous, général de division Le Bœuf, aide de camp de S.M. l'empereur des Français, grand officier de l'ordre impérial de la Légion d'honneur, etc., etc., commissaire de Sa Majesté en Vénétie ;
Vu le traité signé à Vienne, le 14 août 1866, entre S.M. l'empereur des Français et S.M. l'empereur d'Autriche, roi de Hongrie et de Bohême, etc., etc., au sujet de la Vénétie ;
Vu la remise qui nous a été faite de ladite Vénétie, le 19 octobre 1866, par M. le général Moehring, commandeur de la Couronne de fer, etc., etc, commissaire de S.M. l'empereur d'Autriche en Vénétie ;
Déclarons remettre la Vénétie à elle-méme pour que les populations, maîtresses de leur destinée, puissent exprimer librement, par le suffrage universel, leurs vœux au sujet de l'annexion de la Vénétie au royaume d'Italie. »

Au même moment, le général gouverneur autrichien Alemann part pour Trieste et est salué par la foule. À 9 heures, le drapeau national italien est arboré sur la place Saint-Marc, à Venise. Au milieu de l'enthousiasme de la population, 101 coups de canon sont tirés. La municipalité, la garde nationale et le général Revel se rendent ensuite à l'embarcadère à la rencontre des troupes, qui sont accueillies par de vives acclamations. La ville est richement pavoisée et une brillante illumination est organisée le soir.